# Cimabue
Cimabue, seudónimo artístico de Cenni (Bencivieni) di Pepo (Florencia; 5 o 19 de septiembre de 1240-Pisa; 24 de enero de 1302),  fue un pintor y creador de mosaicos italiano. Se lo considera iniciador de la escuela florentina del Trecento.

## Biografía
Nació en Florencia y murió en Pisa. Su carrera fue descrita por Giorgio Vasari en sus Vidas de los más famosos pintores, escultores y arquitectos (llamada, en italiano, Le Vite), ampliamente considerada como el primer libro de la Historia del arte, que fue terminado más de doscientos años después de la muerte de Cimabue. Aunque es uno de los primeros documentos que se tienen sobre él, su exactitud es insegura. Según Hugh Honour y John Fleming:
«Su nombre es, de hecho, poco más que una etiqueta adecuada para un grupo estrechamente emparentado de pinturas murales y sobre tabla».
Debido a la escasa documentación que queda, no se sabe mucho de la vida del mismísimo Cimabue. Las noticias ciertas sobre su vida, apoyadas en documentos, son pocas. Se sabe que estaba presente en Roma en 1272; aparece encargado de realizar un cartón para el mosaico del ábside de la catedral de Pisa en 1301; y consta muerto en Pisa en 1302. De estas poquísimas informaciones los críticos y los historiadores del arte han reconstruido, no sin controversias e incertidumbres, el catálogo de sus obras.
Según Vasari sus maestros fueron «griegos», queriendo decir bizantinos. También le influyó Dietisalvi di Speme. 
Dante lo citó como el mayor pintor de la generación que precedió a Giotto, paralelamente, al poeta Guido Guinizelli y al miniaturista Oderisi da Gubbio. Según Ghiberti y el Libro de Antonio Billi fue al mismo tiempo el maestro y el descubridor de Giotto. Cuenta Vasari que descubrió, de viaje por los alrededores de Florencia, a un pastor que mientras cuidaba sus ovejas, retrataba a una de ellas sobre una piedra; era el joven Giotto, que se convertirá en su alumno y pronto superó a su maestro para ser el primer gran artista del Renacimiento italiano.
Giotto, imitando la Naturaleza «desterró el estilo griego grosero de su época y resucitó el buen arte de la pintura moderna»; como su maestro, que, aunque formado por maestros griegos y conservando «el viejo estilo griego», procuró superar este estilo, que Vasari consideraba «vulgar», para tener «el modo y el lineamiento del estilo moderno».
A juzgar por los encargos que recibió, Cimabue parece haber sido un artista muy considerado en su día. Mientras trabajaba en Florencia, Duccio fue el principal artista, y quizás su rival, en la cercana Siena. Cimabue recibió el encargo de pintar dos frescos muy grandes para la Basílica de San Francisco de Asís. Están en las paredes de los transeptos: una Crucifixión y un Descendimiento. Desafortunadamente, estas obras ahora son débiles sombras de su apariencia original. Durante la ocupación del edificio por las tropas invasoras francesas, se prendió fuego la paja y dañó seriamente los frescos. El albayalde o blanco de plomo se oxidó y ennegreció, dejando las caras y gran parte del ropaje en negativo. Otra obra dañada es el gran Crucifijo de la Santa Croce en Florencia. Fue la mayor obra de arte dañada en las inundaciones de Florencia de 1966. El agua se llevó gran parte de la pintura del cuerpo y la cara.
Al final de su vida trabajó en los mosaicos del ábside de la catedral de Pisa, ciudad en la que murió.

## Estilo

La Maestà (1270) del museo del Louvre, París.

Giorgio Vasari lo cita en sus Vidas de los pintores más excelentes, los escultores y arquitectos y encuentra en él la causa inicial de la renovación de la pintura. Puede así decirse que asegura la transición entre dos épocas y dos maneras de ver.
Se le considera como el último gran pintor de la tradición bizantina. Cimabue aseguró la renovación de la pintura bizantina rompiendo con su formalismo e introduciendo los elementos del arte gótico, como el realismo de las expresiones de los personajes. Desde este punto de vista puede ser considerado como el iniciador de un tratamiento más realista de los temas tradicionales, lo que de hecho le hace precursor del realismo del Renacimiento florentino. 
Estudios recientes han demostrado que en realidad la renovación operada por Cimabue no fue algo absolutamente aislado del contexto europeo, ya que, en primer lugar, sus maestros fueron precisamente bizantinos, y, en segundo lugar, la propia pintura bizantina mostraba signos de estar evolucionando hacia una mayor representación de los volúmenes y un incremento del diálogo con el observador. Por ejemplo en los frescos del monasterio de Sopoćani, datados en 1265, se advierten figuras ya sin contorno donde los finísimos esfumados ponen de manifiesto la redondez volumétrica. 
A Cimabue le corresponde, sin embargo, un paso fundamental en la transición de las figuras hieráticas e idealizadas de tradición bizantina hacia verdaderos sujetos, dotados de humanidad y emociones, que serán la base de la pintura italiana y occidental.
El arte de esta época comprende escenas y formas que parecen bastante planas y muy estilizadas. Cimabue fue pionero en una tendencia al naturalismo, pues sus figuras estaban representadas con sombras y proporciones más parecidas a las reales. Incluso siendo un pionero en esta tendencia, su cuadro Maestà muestra características y técnicas medievales; está considerado como obra que ejemplifica la Edad Media. 
Sus primeras obras (crucifijos) conservan el bizantinismo: rigidez, drapeados de las telas marcados por hilos de oro (damasquinado), pero luego se desmarca de estos modelos para entroncar con la herencia de finales de la antigüedad: tratamiento más sutil, más suave, especialmente en las carnaciones; sustitución de los drapeados por pliegues profundos; y uso de un cromatismo delicado de colores sobresalientes.

## Valoración crítica
La historia ha considerado en gran medida a Cimabue como el último de una era que fue eclipsada por el Renacimiento italiano. En el Canto XI, 94-96, de su «Purgatorio», Dante lamenta la rápida pérdida del interés público por la obra de Cimabue frente a la revolución de Giotto en el arte:

¡Oh, vanagloria de la grandeza humana!

¡Cuán poco dura tu verdor sobre la cumbre,

Si no se sigue una época de decadencia!

Se creyó Cimabue reinar en el campo de la pintura

Y ahora es Giotto el que tiene la fama,

De modo que la fama de aquél se ha oscurecido.

## Obras
Entre sus obras sobresalen un retrato de San Francisco de Asís y dos versiones del tema de la Maestà, esto es, la Virgen en majestad con el Niño, inspiradas en modelo bizantino.

### El Crucifijo de Arezzo

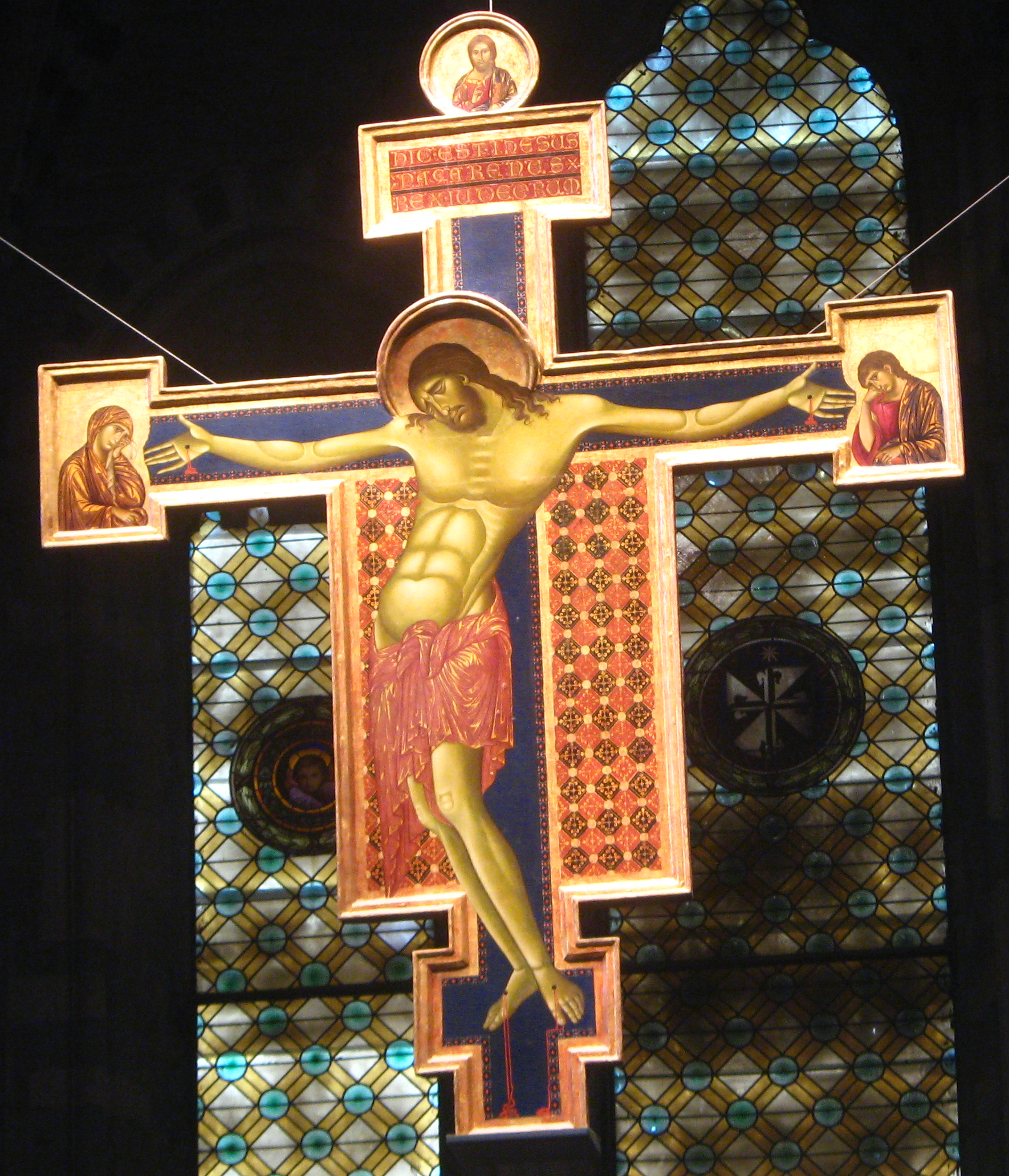
Crucifijo, iglesia de Santo Domingo de Arezzo, 267x336 cm.

Este Crucifijo fue asignado a su catálogo por Pietro Toesca. Data aproximadamente del año 1270 y fue pintado para la iglesia de Santo Domingo (San Domenico) de Arezzo. Muestra su formación entre maestros de cultura bizantina en la superficie esmaltada y las telas finamente marcadas con el oro, pero marcó ciertas distancias. Se orientó hacia las representaciones recientes de la Crucifixión con el Christus patiens pintado hacia el año 1250 por Giunta Pisano, pero actualizó la iconografía arqueando aún más el cuerpo del Cristo, que se desborda ya ocupando toda la banda izquierda de la cruz. Recordando siempre a los modelos de Giunta, las dos figuras de los paneles a los lados del brazo de la cruz (María y San Juan representados a medio busto en posición de llanto) y el estilo sobrio, casi «caligráfico» de representación anatómica del cuerpo del Cristo.
La semejanza con el modelo de Giunta se muestra también con una explícita riqueza de los dominicos aretinos, siendo uno de los crucifijos de Giunta conservado en la iglesia principal de la orden, la basílica de Santo Domingo en Bolonia. 
Otra novedad respecto al modelo fue el uso del damasquinado en el paño que cubre el cuerpo de Cristo y en los vestidos de los dos dolientes, un motivo usado por vez primera, parece, de Coppo di Marcovaldo y derivado de los iconos bizantinos.
Cristo presenta los músculos pectorales marcados por una musculatura tripartita, las manos extendidas en la cruz, y un suntuoso preciosismo en la cortina. En los extremos del brazo horizontal se pintan los dos dolientes, la Virgen y San Juan, aparece en la mesa con el título dado por Pilato, mientras que los lados hay otro motivo decorativo que imita la tela. Cristo asume una pose elegante, que pone de relieve la tensión de la tortura y la muerte. En este trabajo se desprende una intensidad de expresión diferente, alejándose de las fórmulas estereotipadas que caracterizan el arte oriental. 

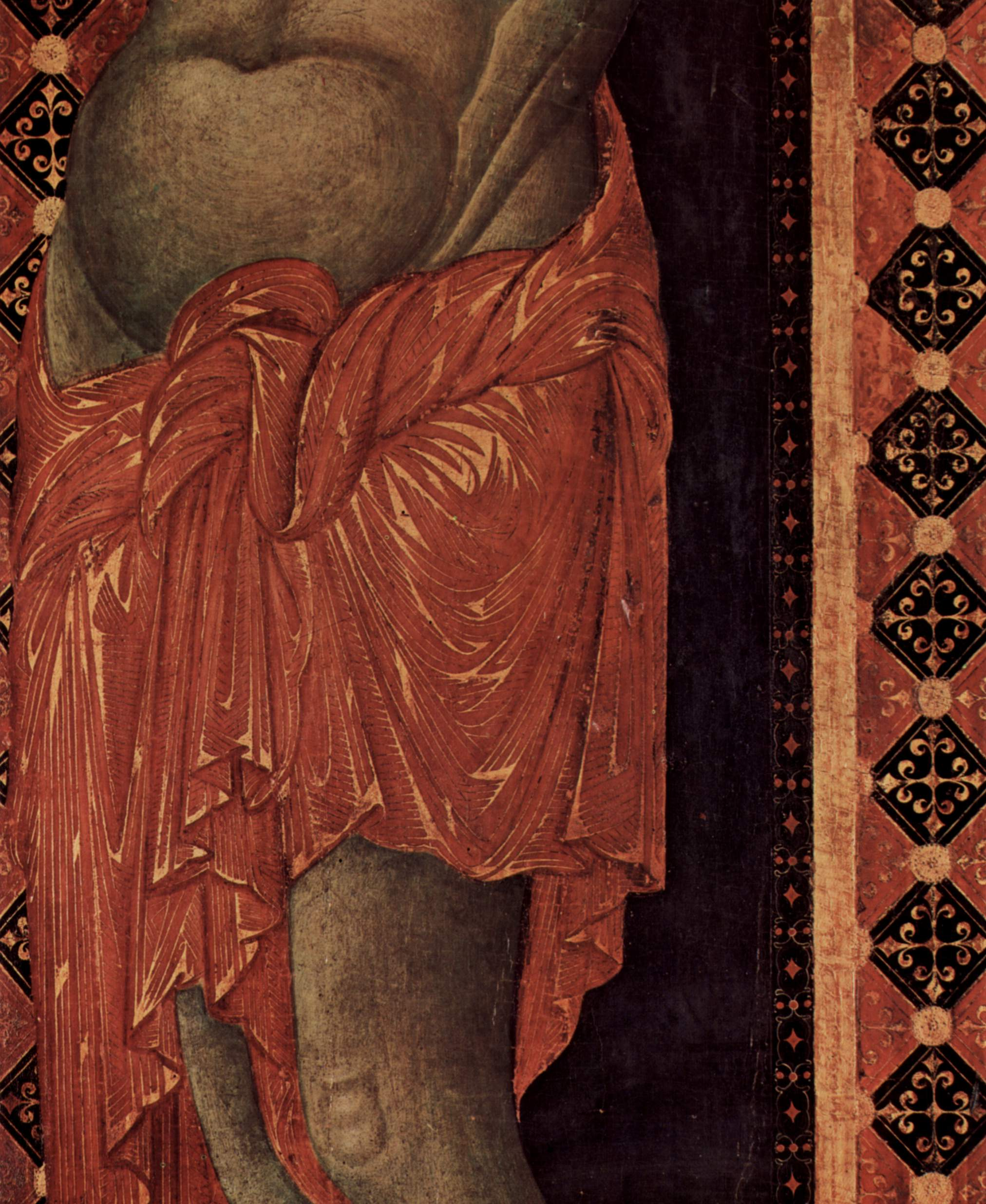
La ropa de Cristo, con las iluminaciones de oro
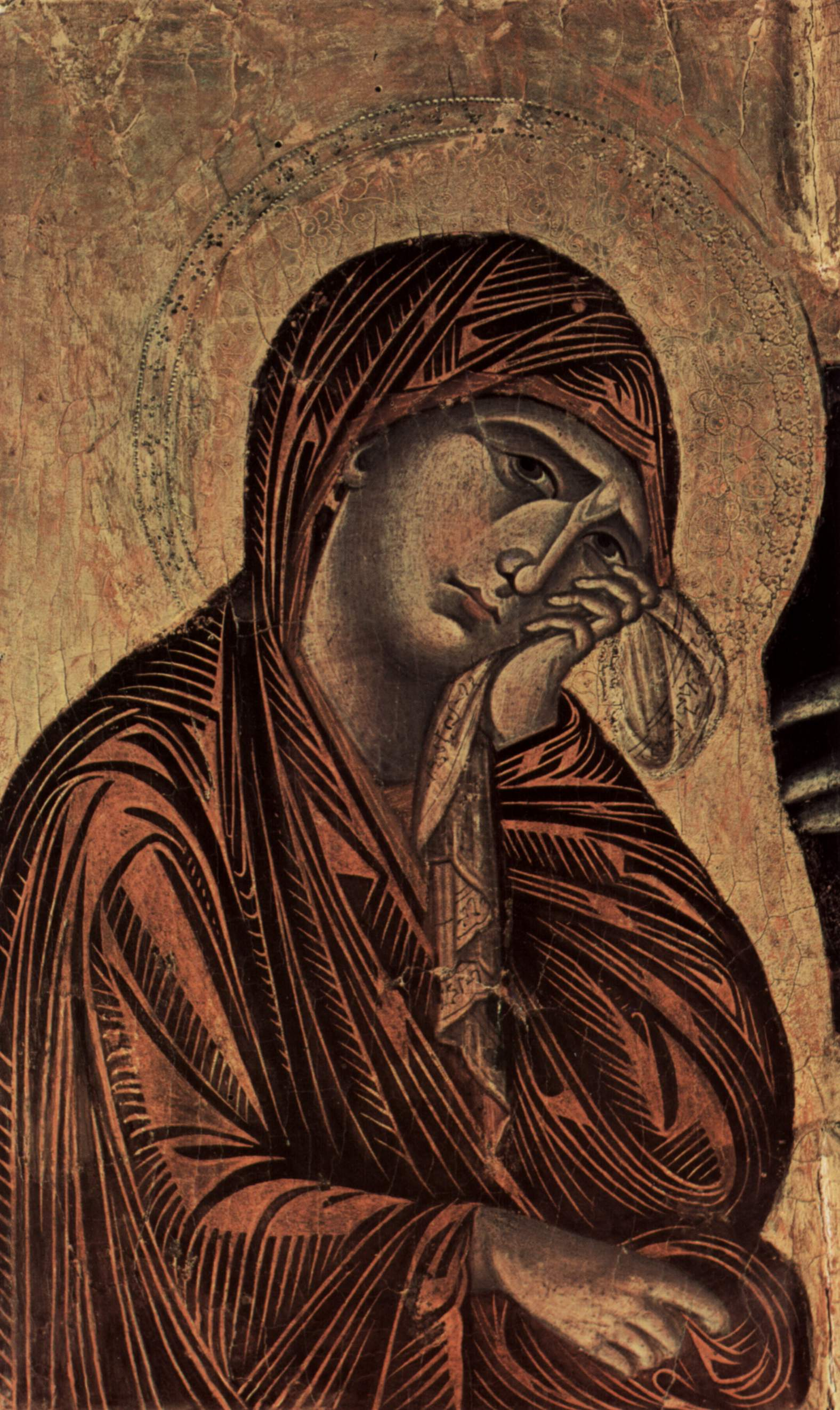
La Virgen María
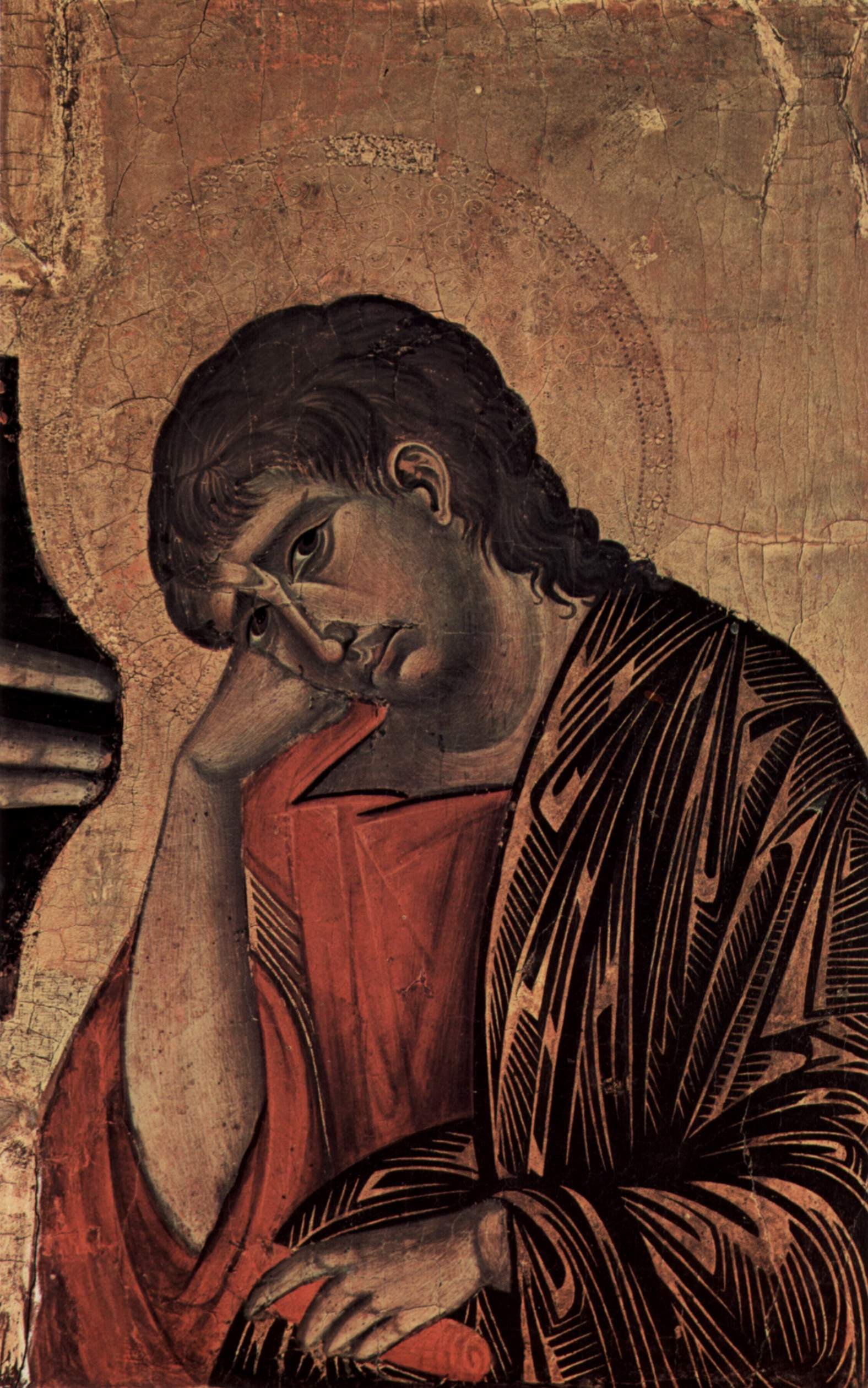
San Juan
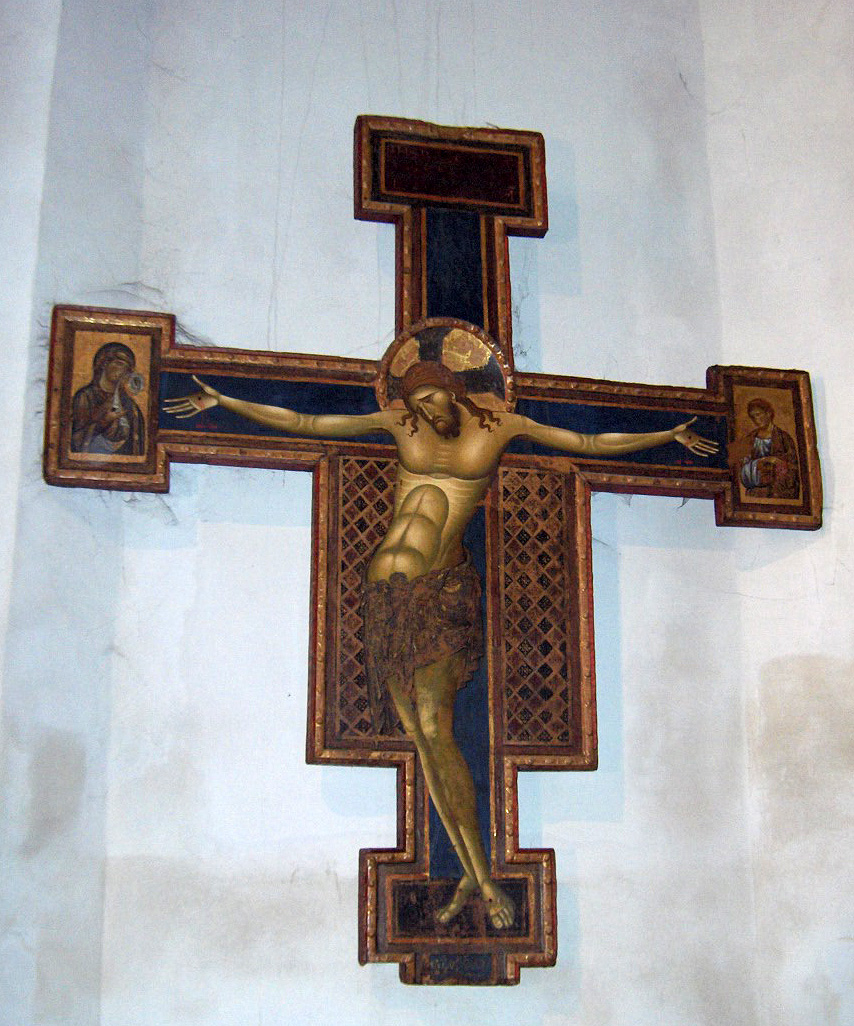
El Crucifijo de Giunta Pisano, basílica de santo Domingo, Bolonia

### El Crucifijo de Santa Croce
Este Crucifijo fue pintado hacia 1275-1285 para la iglesia de Santa Croce de Florencia. Resultó muy dañado por las inundaciones de la ciudad en 1966, y ha sido sólo parcialmente restaurado.

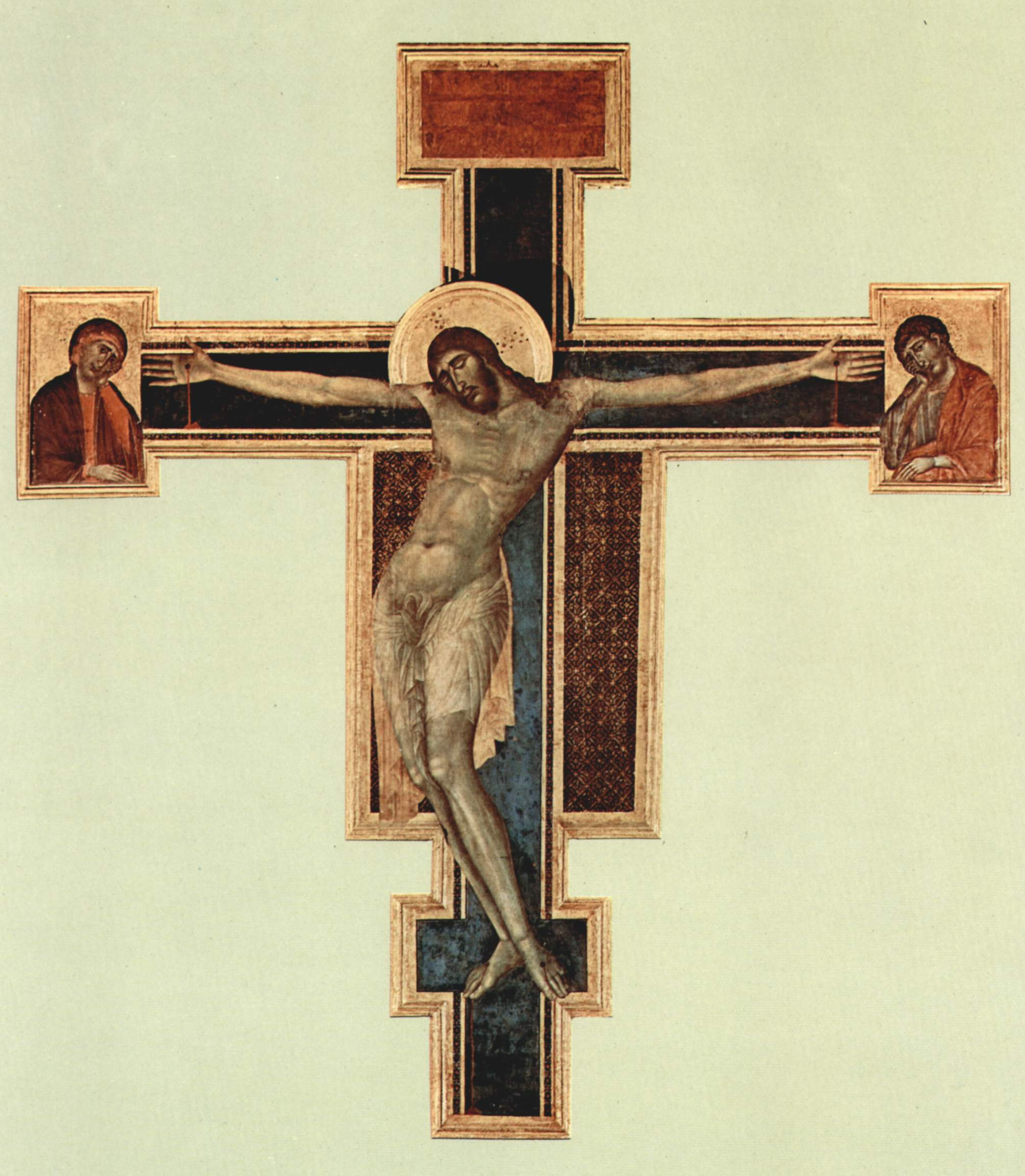
Crucifijo, Museo de Santa Croce, Florencia, 390x433 cm (antes de los daños por el aluvión de 1966)

Poco antes del viaje a Roma del año 1272, ejecutó el Crucifijo para la iglesia florentina de Santa Croce, hoy medio destruido a causa de la inundación de Florencia del año 1966. Esta obra se presenta aparentemente como el Crucifijo aretino, pero un análisis más atento revela que el estilo pictórico ha cambiado mucho, hasta el punto de sugerir que se ha ejecutado una década después, en torno al año 1280. 
Es un crucifijo grandioso, de 3,90 metros con la postura de Cristo aún más sinuosa, pero es sobre todo la representación pictórica delicadamente difuminada lo que representa una revolución, con un naturalismo conmovedor (quizá inspirado también por las obras de Nicola Pisano) y privado de aquellos duros golpes gráficos que se encuentran en el crucifijo aretino. La luz ahora es calculada y modela con el claroscuro un volumen realista: los colores brillantes del abdomen, girado hacia la supuesta fuente de la luz, no son los mismos del costado y el hombro, hábilmente representados como iluminados con un ángulo de luz diferente. Las sombras, al igual que los profundos pliegues de los codos, son más oscuros en los surcos entre la cabeza y el hombro, sobre el lado, entre las piernas.
Un verdadero ejemplo de virtuosismo es la representación de la mórbida cortina, delicadamente transparente. Tras siglos de ásperos colores pastosos, Cimabue fue entonces el primero en extender mórbidos esfumados.

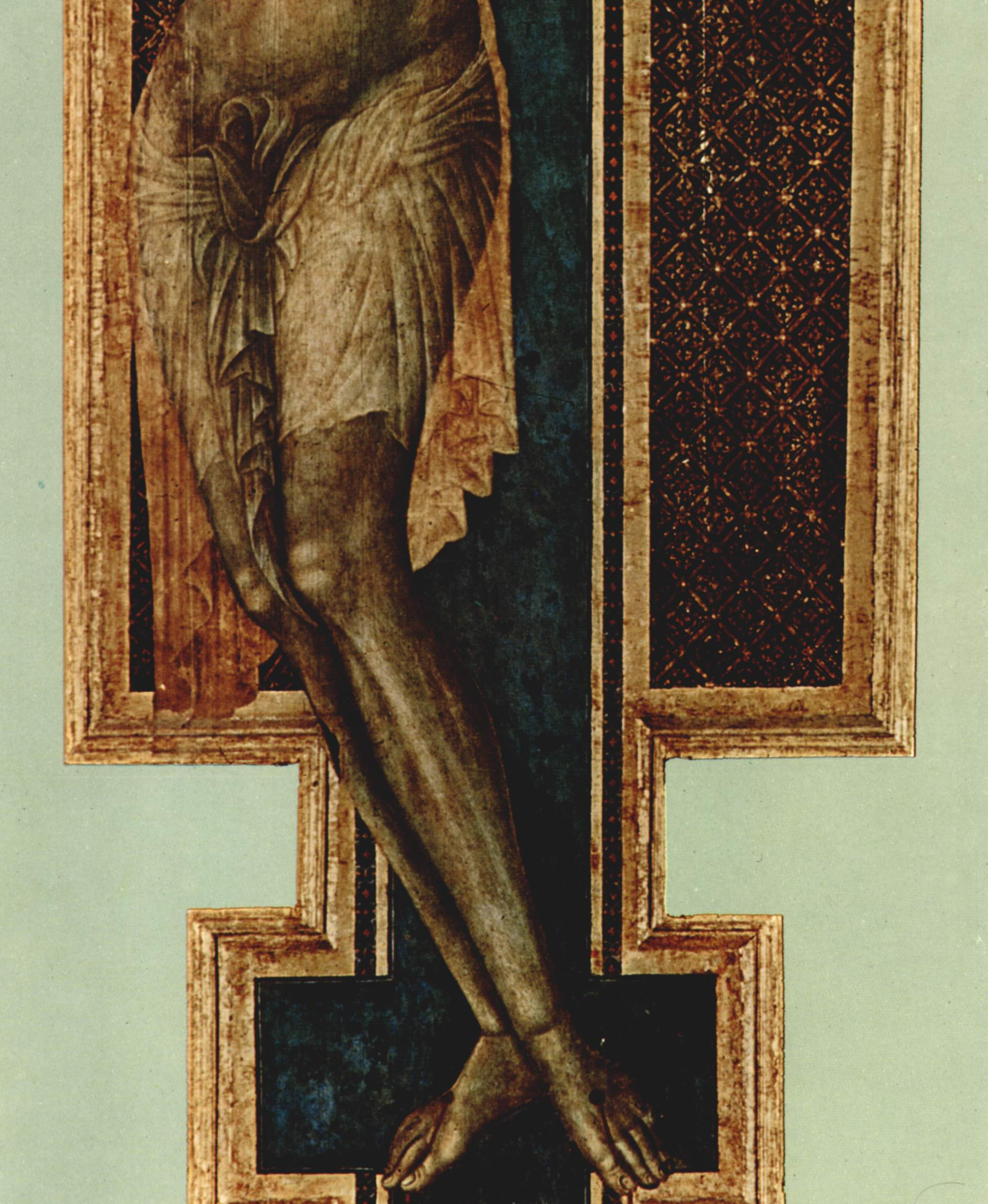
Detalle del paño
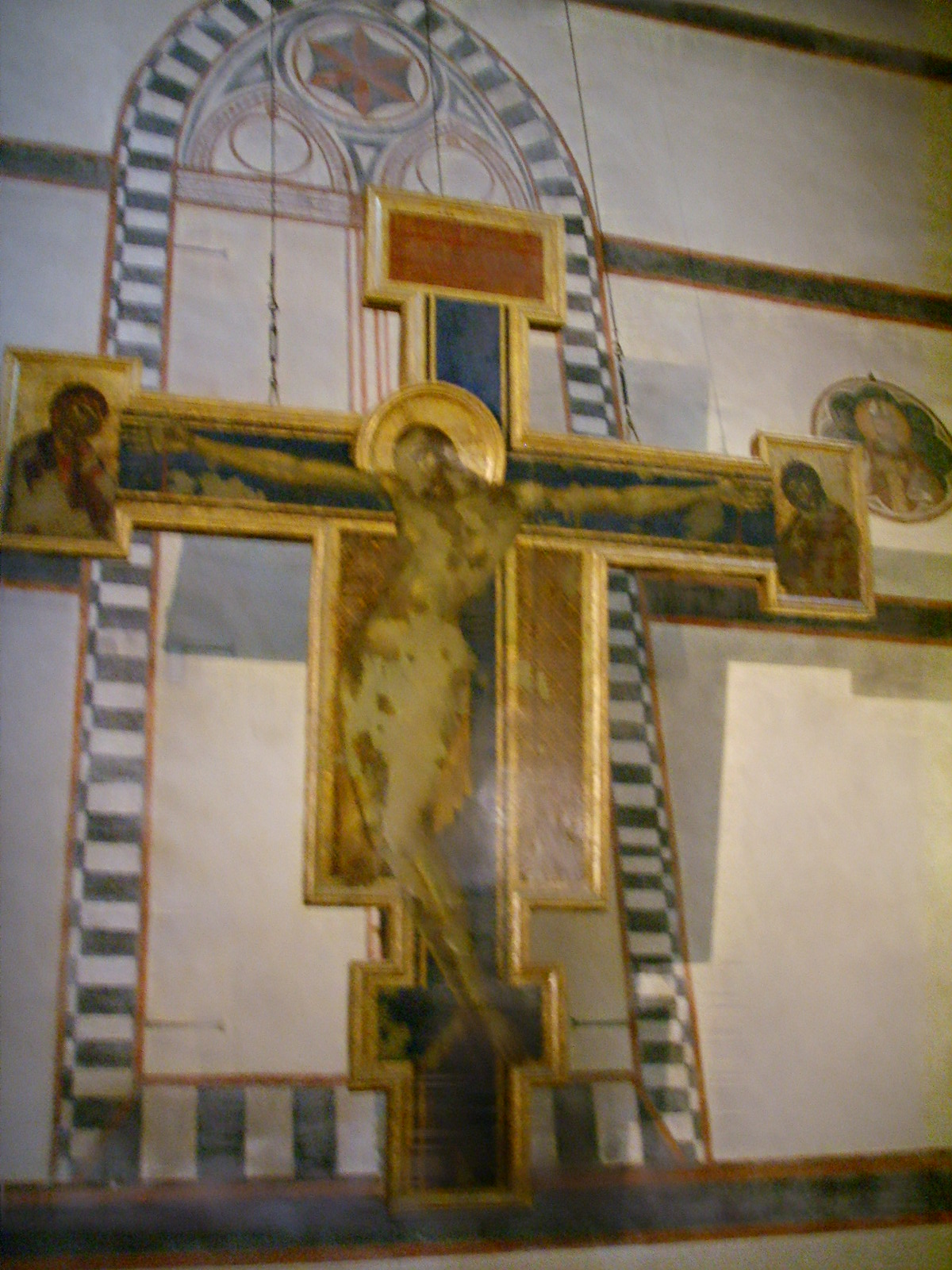
El Crucifijo bajo las inundaciones
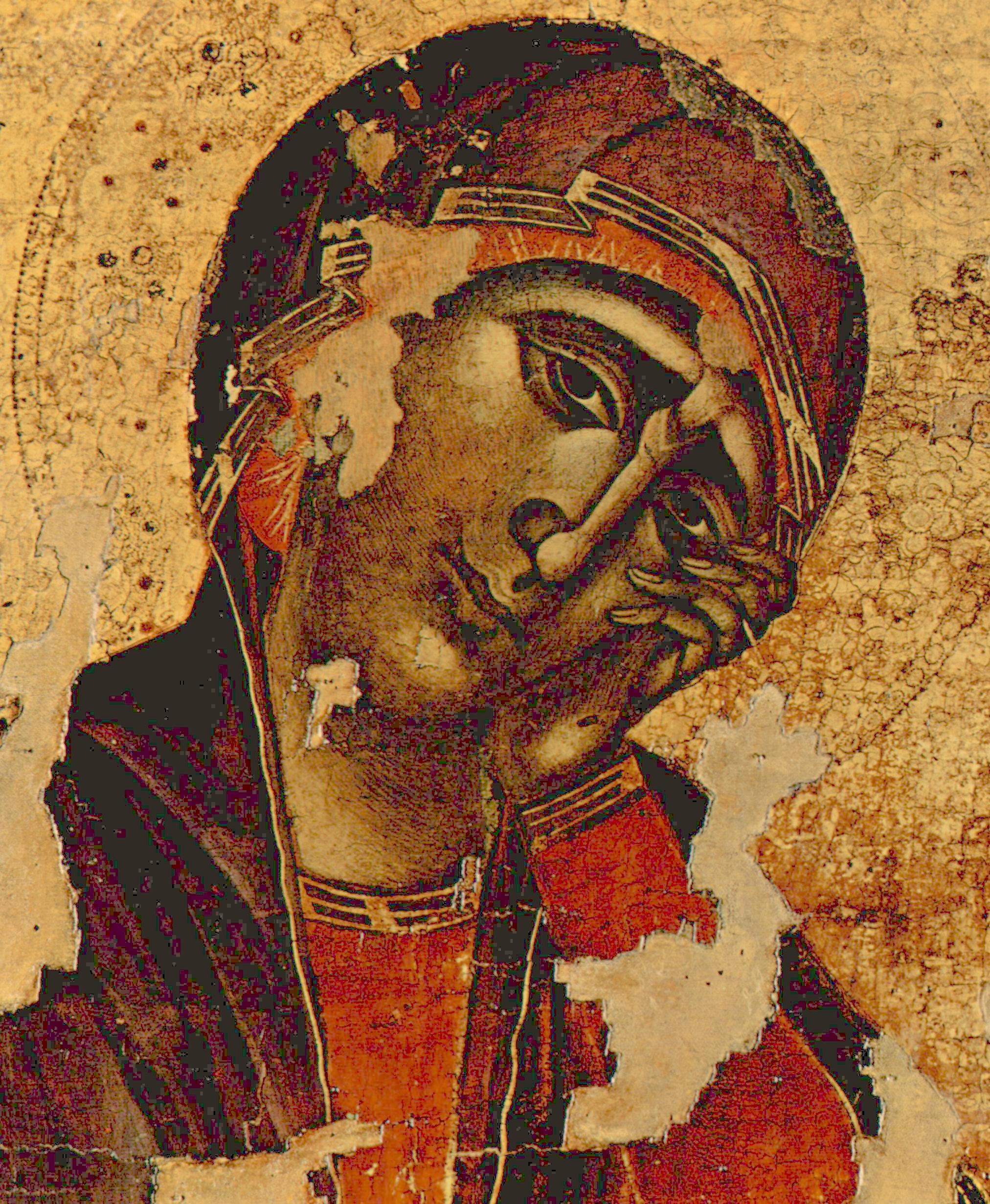
La Virgen
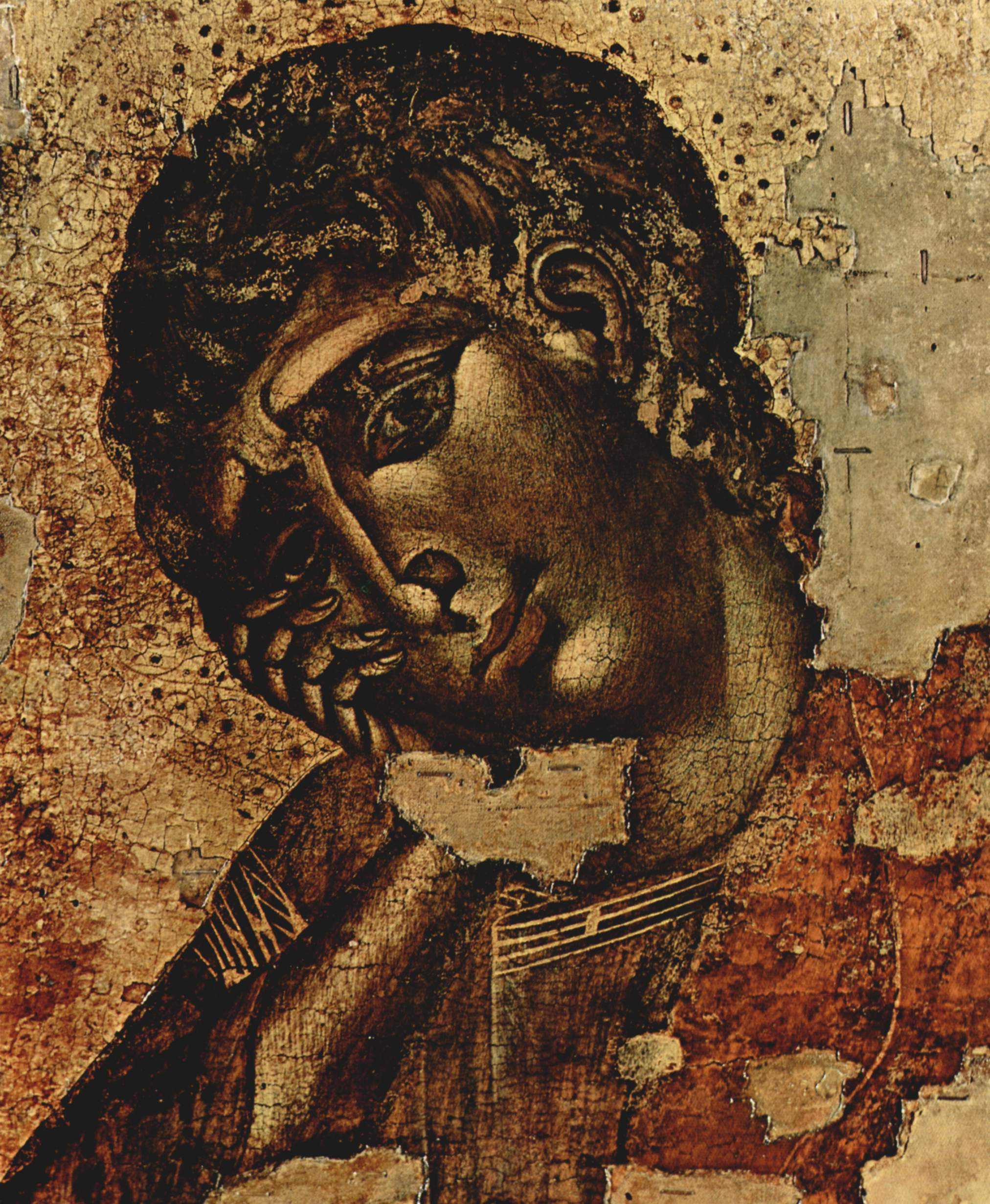
San Juan

### LaMajestaddel Louvre
La Maestà (Virgen en majestad), pintada hacia el año 1280 para la iglesia del convento de San Francisco de Pisa, se encuentra hoy en el Museo del Louvre, París. Tiene gran parecido con la obra de Duccio.
Cimabue, aun respetando la iconografía tradicional de la Virgen con Niño estableció un nuevo canon con el cual se deben comparar los pintores posteriores, sobre todo Giotto. En esta ópera está ampliada la majestuosidad, a través de un gran campo en torno a la Virgen (recuerda a la Virgen del Bordón de Coppo di Marcovaldo), es mejor la representación naturalística, sin concesiones al sentimentalismo (la Virgen y el Niño no se miran y sus manos no se tocan). El trono está diseñado con una axonometría intuitiva y entonces colocado precisamente en el espacio, incluso si los ángeles están dispuestos rítmicamente en torno a la divinidad según esquemas precisos de ritmo y simetría, sin interés en una disposición real en el espacio, de hecho levitan uno sobre el otro (no el uno junto al otro). Es muy fino el modo con el que los paños se mueven en torno al cuerpo de la figura, sobre todo de la Virgen, que crea un volumen físico realista. No usa el damasquinado (las estrías doradas).
Este retablo tuvo un eco inmediato, recogido por ejemplo hacia el año 1285 por el sienés Duccio di Buoninsegna, en su aristocrática Madonna Rucellai – obra que durante mucho tiempo se atribuyó erróneamente al propio Cimabue -, entonces en la iglesia de Santa Maria Novella y hoy en los Uffizi.

### Años ochenta delsigloXIII
A este período se atribuyen una serie de obras en varias ubicaciones, en las cuales comienza a notarse incluso el eco de la influencia del alumno Giotto. En primer lugar, la Flagelación de Cristo, pintada al temple sobre madera de álamo y que actualmente se encuentra en la Colección Frick de Nueva York. Colaboró en la mayor parte del ciclo de mosaicos del baptisterio de Florencia, obra que ha sufrido daños. A esta época pertenecen también la Maestà de Santa Maria dei Servi en Bolonia y la Madonna de la Pinacoteca di Castelfiorentino, quizá en colaboración con Giotto. Obra de taller, ligeramente posterior, es quizá la Madonna en el trono con los santos Francisco y Domingo de la Colección Contini Bonacossi en Florencia, hoy en el Palacio Pitti, Florencia.

### Las obras de Asís

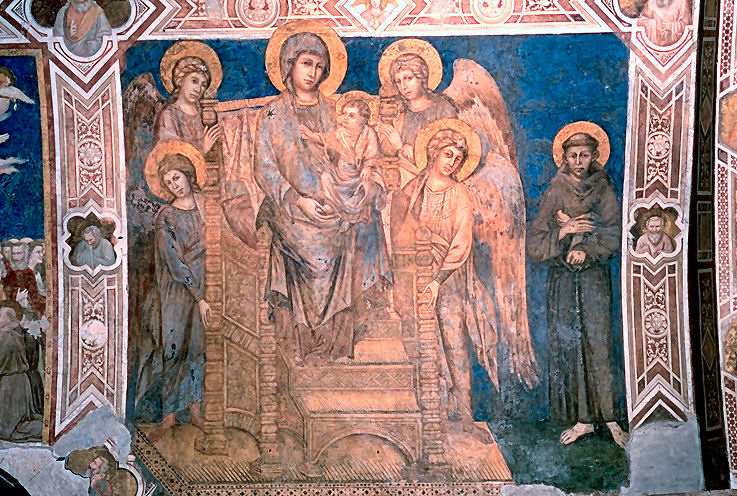
Maestà con san Francisco, Asís.

Bajo el papado de Nicolás IV (1288-1292), primer papa franciscano, Cimabue trabajó en Asís. La llegada de Cimabue a Asís significó el ingreso en el prestigioso encargo papal de artistas florentinos y la elección del maestro se debió casi con seguridad a la fama que había adquirido en Roma en el año 1272, aunque no conozcamos las obras de Cimabue del período romano. 
En el transepto derecho de la Basílica inferior pintó al fresco la Virgen con Niño entronizados, cuatro ángeles y san Francisco, pintura claramente reducida por el lado izquierdo donde se supone que estaba presente un San Antonio de Padua un pendant de Francisco de Asís. El fresco, de hecho fue enmarcado algunas décadas después por los maestros giottescos que pintaron al fresco el resto del crucero. El trabajo ha sido objeto de fuertes repintados producidos en época tardía. El San Francesco que aparece es similar al retrato en una tabla conservada en la Basílica de Santa María de los Ángeles.
La autenticidad de esta última tabla (reconocida por Longhi) ha sido objeto de controversia probablemente también a causa de su peculiaridad técnica. En particular carece de las usuales capas preparatorias en la pintura medieval sobre tabla. Sobre la base de estas circunstancias se ha elaborado la hipótesis de que se trata de una falsificación moderna. Luciano Bellosi, en 2004, ha conciliado la autenticidad de la tabla con esta excepción técnica, asumiendo que el cuadro en cuestión estuvo originariamente creado para ser puesto sobre el primer sepulcro de Francisco, destino que habría hecho incongruente la usual preparación de la tabla. 
Fue también por la alta calidad pictórica de los cuadros de la basílica inferior que Cimabue fue llamado para realizar las pinturas en el ábside y en el crucero de la basílica superior de San Francisco, en los mismos años en los que maestros romanos comenzaron a pintar al fresco la parte superior de la nave. 
Es difícil hacerse una idea de los frescos de Asís de Cimabue y de su taller, porque hoy están bastante dañados de la basílica superior, habiendo sufrido un proceso de oxidación del albayalde (blanco de plomo) que ha dejado los tonos claros oscuros, por lo que visto de frente parece un negativo fotográfico. 
El complejo ciclo pictórico comprende:
- En el velo de la bóveda, los cuatro Evangelistas con los costillares decorados con follaje y rostros de querubines;
- En las paredes del ábside Historias de la Virgen (todos muy desgastados y difíciles de leer):
  - Anunciación a Joaquín
  - Oferta de Joaquín
  - Natividad de la Virgen
  - Los esponsales de la Virgen
  - Muerte de la Virgen
  - Dormitio Virginis
  - Asunción de la Virgen
  - Cristo y la Virgen en la gloria

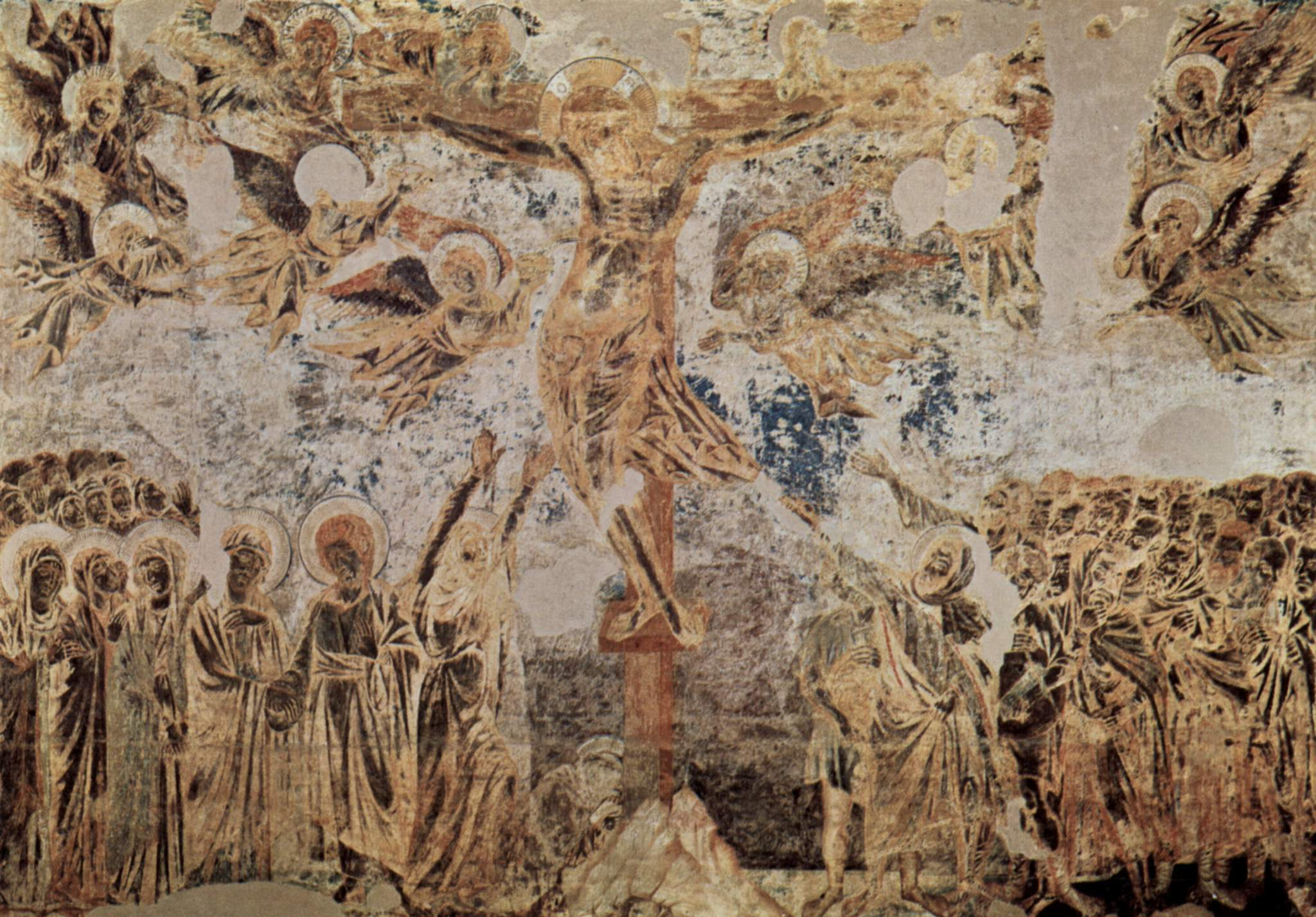
La Crucifixión.

- En el crucero izquierdo Crucifixión y en lo alto Cristo en la gloria;
- Escenas apocalípticas:
  - Visión del trono y el libro de los siete sellos
  - Visión de los ángeles a los cuatro ángulos de la tierra
  - Cristo apocalíptico
  - Caída de Babilonia
  - San Juan y el ángel y en lo alto San Miguel y el dragón
- En el crucero derecho Crucifixión y en lo alto Transfiguración, atribuida al maestro ultramontano que realizó también los ángeles de las pequeñas logias:
- Historias de los santos Pedro y Pablo:
  - San Pedro cura al cojo
  - San Pedro cura a los enfermos y libera a los endemoniados
  - Caída de Simón el Mago
  - Crucifixión de san Pedro
  - Decapitación de san Pablo

La escena más interesante es la de la Crucifixión en el crucero izquierdo, donde las numerosas figuras en la parte baja con sus gestos destrozados que hacen converger las líneas de fuerza hacia el crucifijo, en torno al cual se despliega un séquito de ángeles. El dramatismo casi patético de la representación viene considerado el punto de llegada de la reflexión franciscana sobre el tema de la Cruz en sentido dramático.

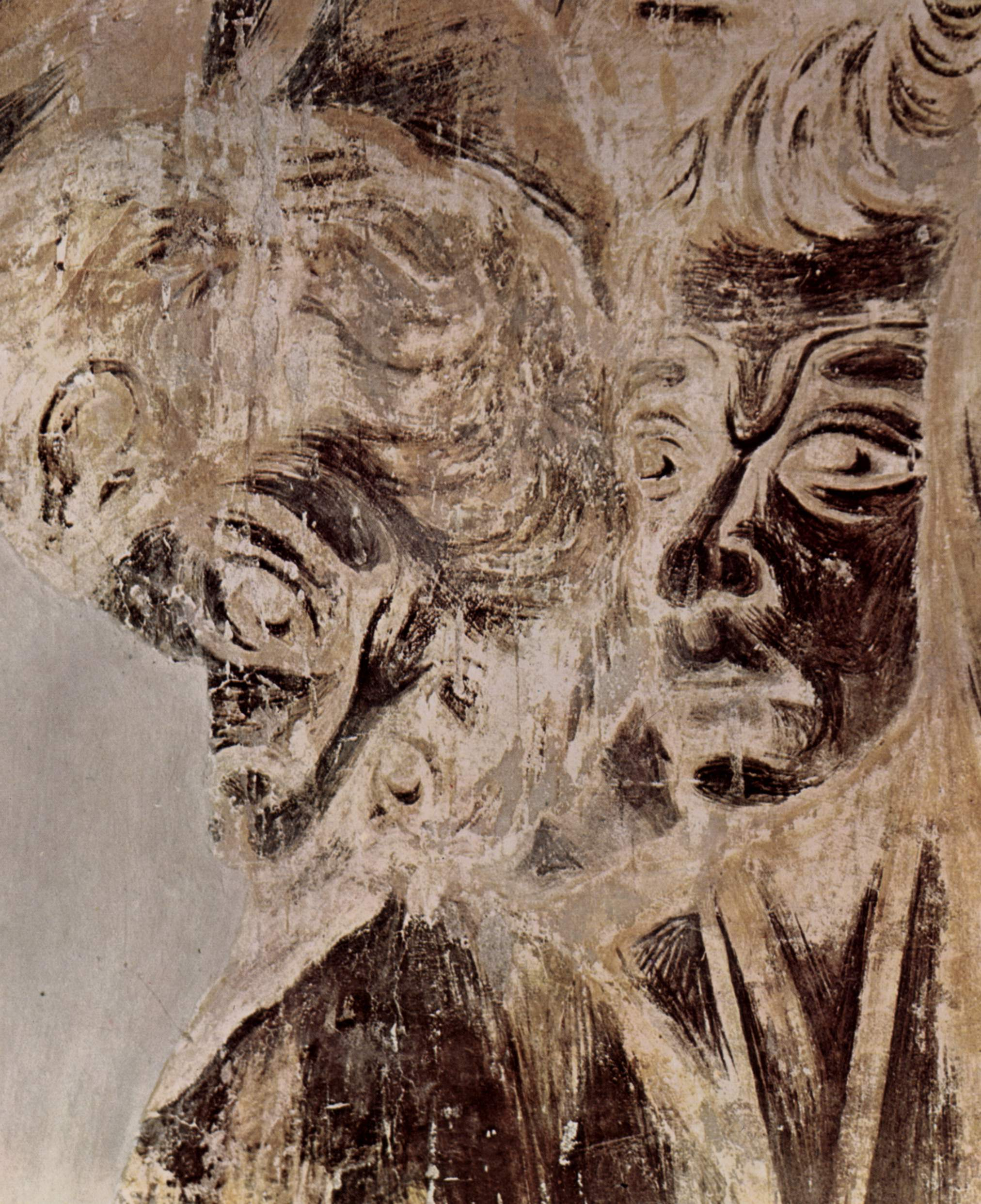
Un detalle como se presenta hoy
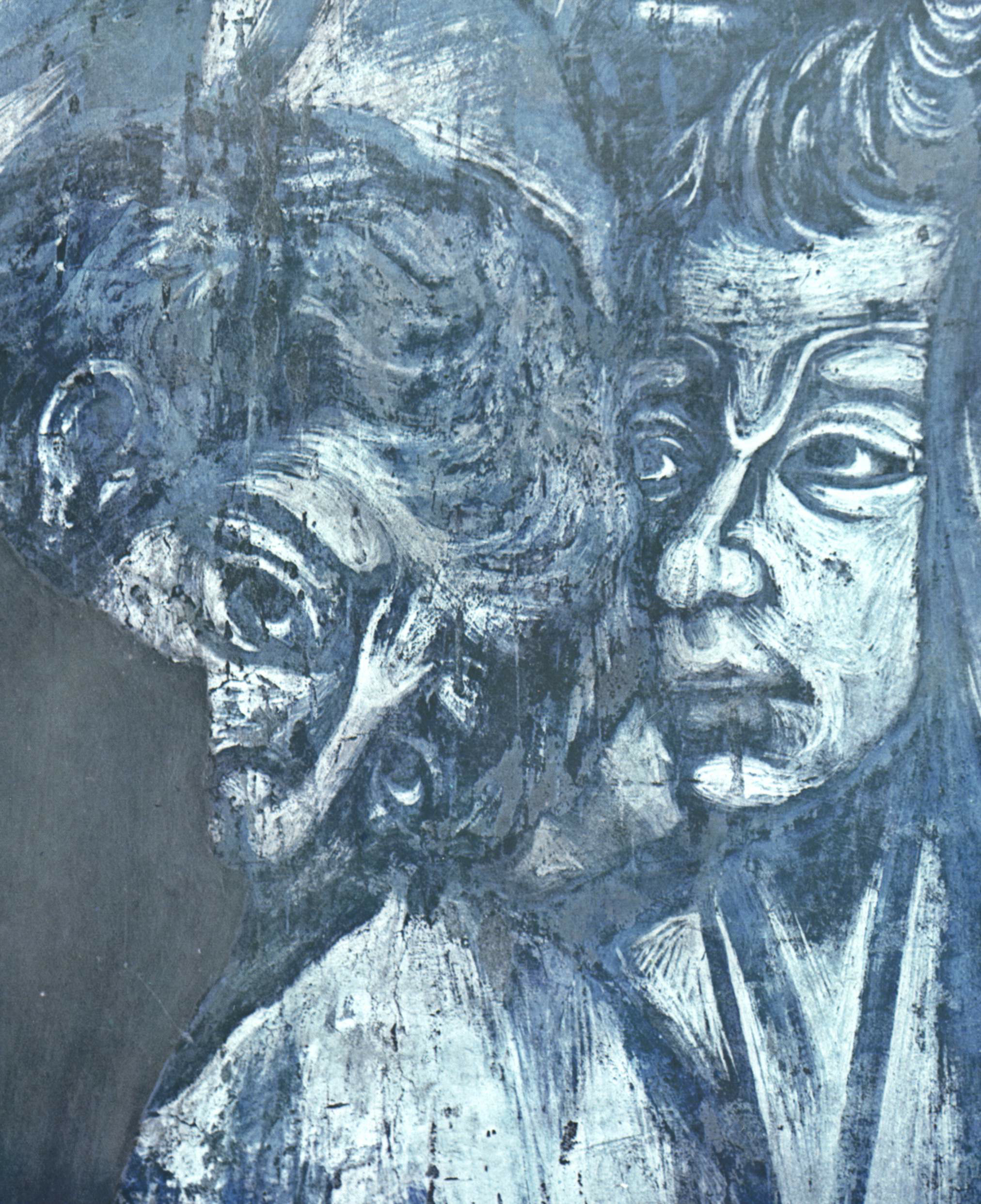
El mismo detalle en negativo
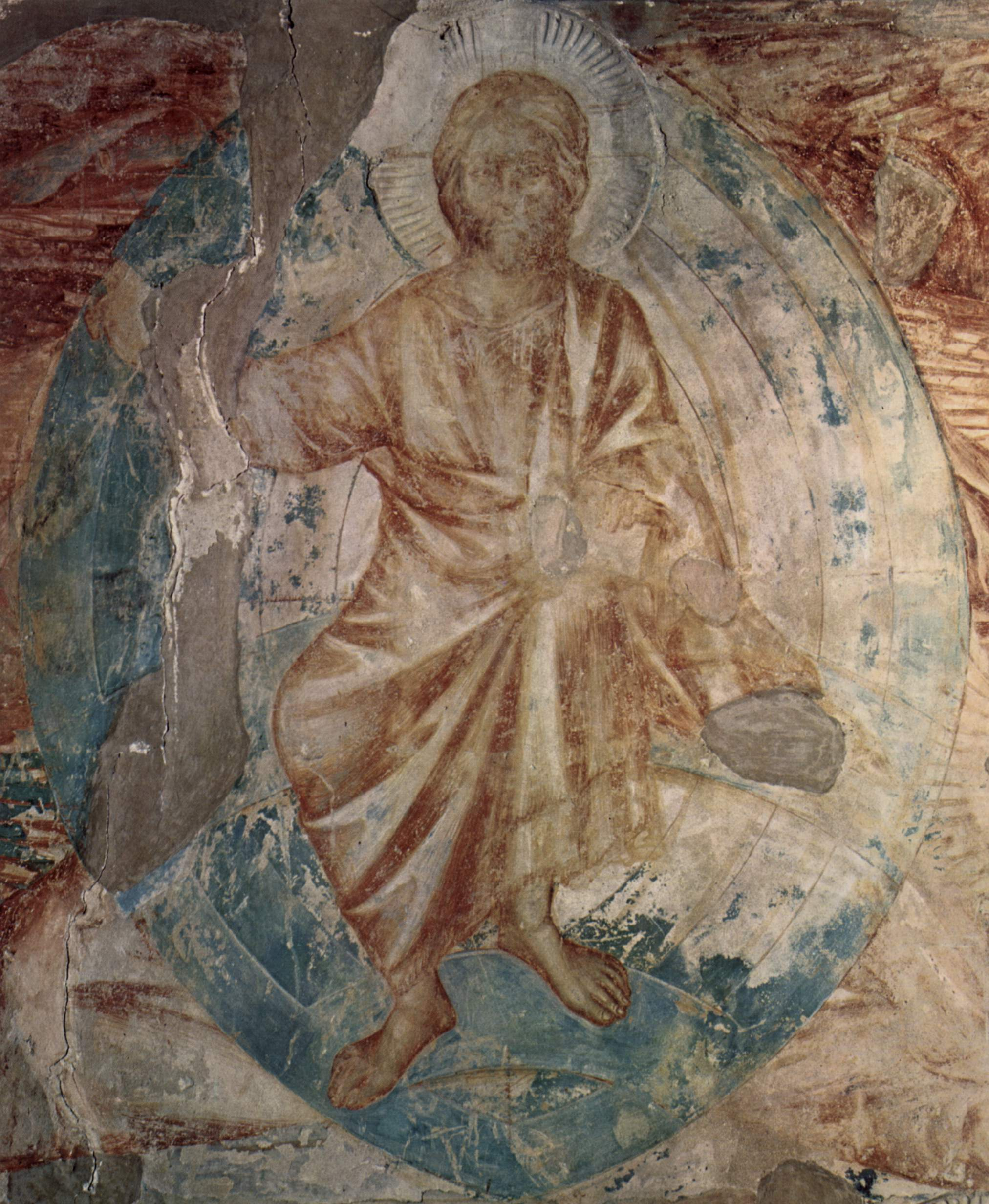
Cristo apocalíptico

### LaMaestàde Santa Trinita

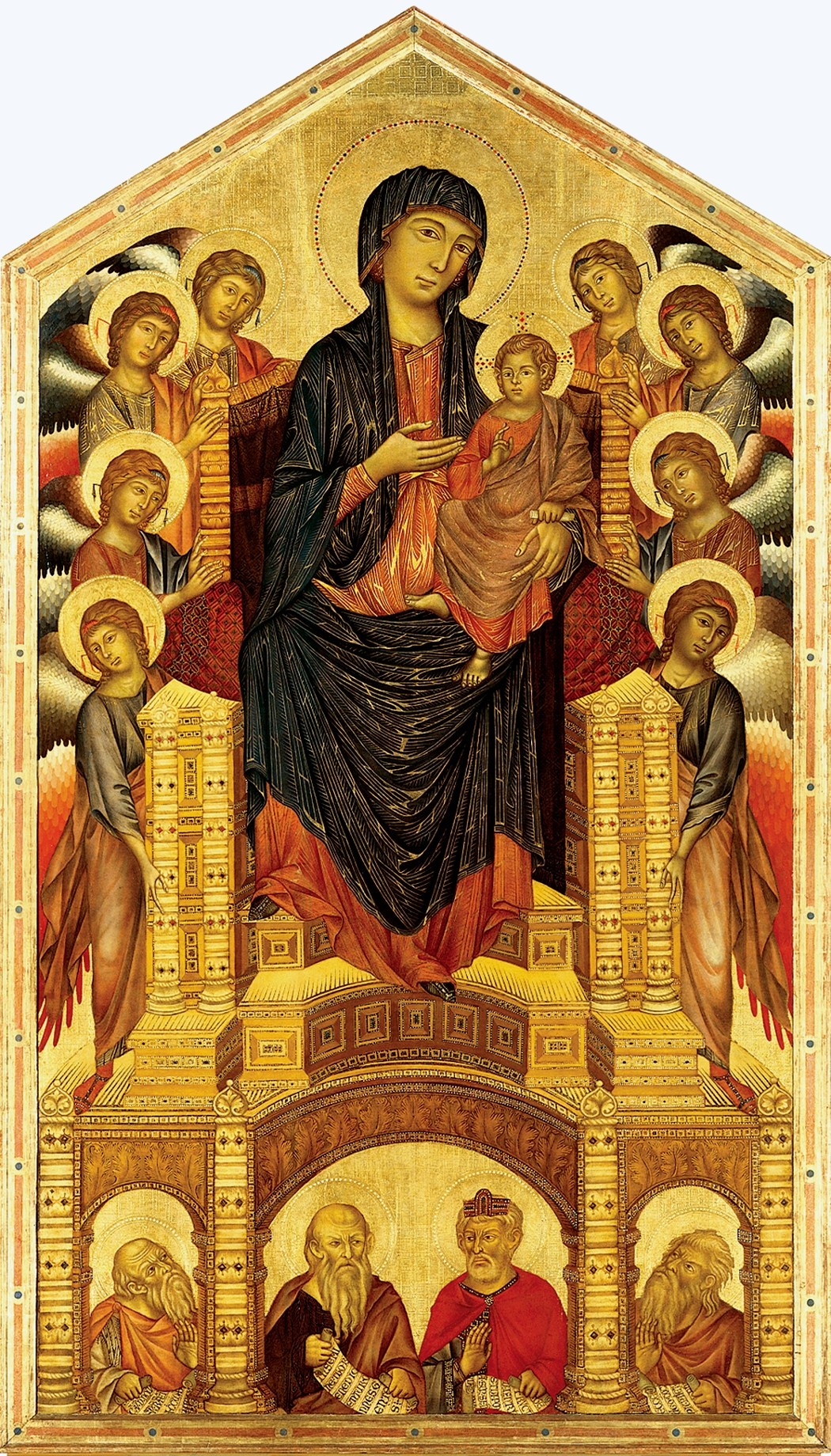
Maestà de Santa Trinita

La Maestà di Santa Trinità (Virgen en majestad), que se encuentra hoy en la Galería de los Uffizi de Florencia está datada del período 1290-1300. Procede de la iglesia de Santa Trinità. La principal novedad de este retablo es el mayor sentido tridimensionales del trono de María, que crea un verdadero y auténtico escenario debajo del cual se abre una pequeña galería que por un efecto ilusionístico aparece en el centro como una exedra: aquí se encuentran los bustos de Jeremías, Abraham, David e Isaías que parecen haber aparecido en un espacio definido realista. Más tendentes a la disposición en profundidad son las figuras de los ángeles a los lados del trono.
Las expresiones son también más dulces, como en el mosaico de la catedral de Pisa, por lo que se considera verosímil colocar la obra en un período en el que Giotto ya estaba activo y su novedad influyó también en el maestro.

### Los últimos años en Pisa

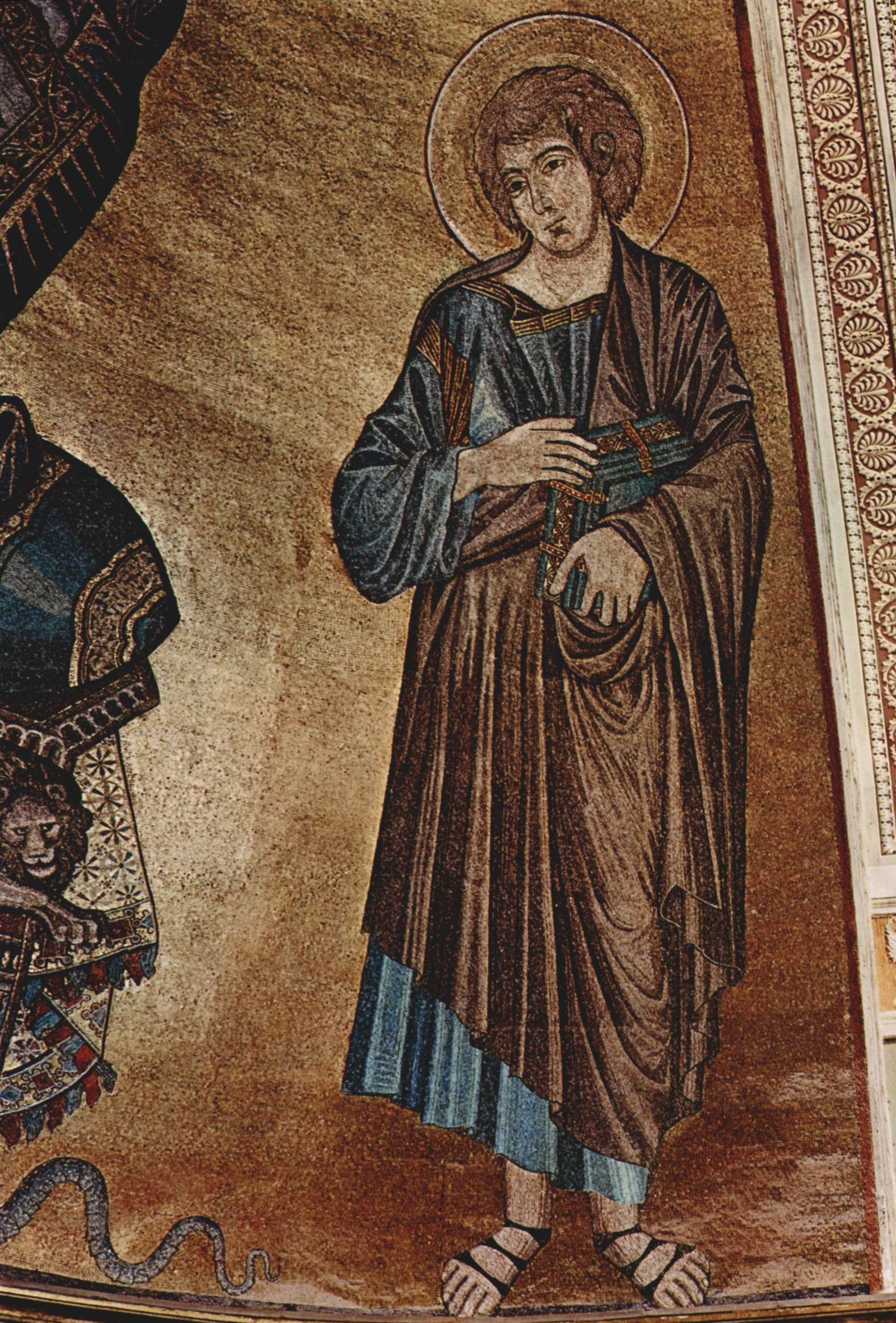
San Juan evangelista, mosaico en el ábside de la catedral de Pisa

Desde el 2 de septiembre de 1301 hasta el 19 de febrero de 1302, año de su muerte, Cimabue estuvo en Pisa donde, junto con colaboradores, realizó los mosaicos para el ábside de la catedral. De ellos quedan la figura de San Juan Bautista, que sirvió a la crítica moderna para reconstruir su catálogo: se trata de hecho de la única obra de Cimabue para la cual es posible una atribución basada sobre fuentes documentales ciertas.
Se atribuyen también a Cimabue dos pinturas muy buenas: una Flagelación de Jesús que se encuentra en la Colección Frick de Nueva York desde el año 1950, y una Virgen y el Niño en la National Gallery de Londres. La autoría de la Flagelación de Jesús fue dudosa durante largo tiempo, atribuyéndose a Duccio. Pero en el año 2000, la National Gallery adquirió una Virgen con Niño entronizada con dos ángeles que se parecía mucho a la Flagelación, coincidiendo en detalles como el tamaño, los materiales, los bordes rojos y los márgenes con incisión. Actualmente se cree que las dos pinturas formaron parte de una sola obra, un retablo en forma de díptico o de tríptico, y su atribución a Cimabue es bastante segura. Se cree que ambas obras datan de 1280. La Virgen y el Niño fue prestada a la Colección Frick durante unos pocos meses a finales del año 2006, de manera que las dos obras pudieron verse una al lado del otro. La pintura de la Flagelación es una de las dos únicas obras de Cimabue que están permanentemente en los Estados Unidos.
Una diminuta pintura devocional de una Virgen con Niño con los Santos Pedro y Juan el Bautista en la Galería Nacional de Arte en Washington D. C. fue pintada por Cimabue o uno de sus estudiantes alrededor del año 1290. Es significativo porque muestra un paño de honor que puede ser la primera colcha de patchwork en el arte occidental.